# Дорога, вымощенная жёлтым кирпичом

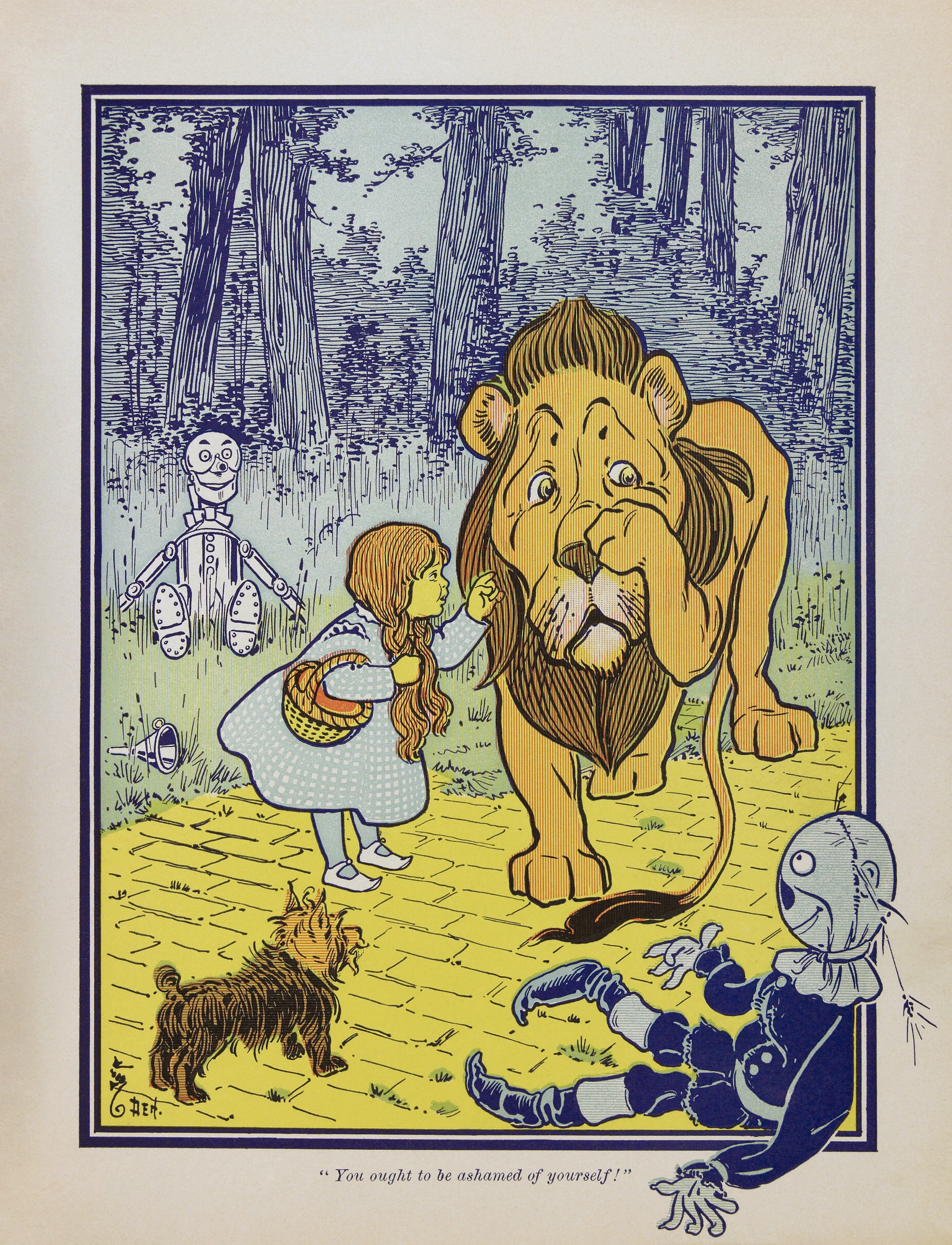
Дороти и её друзья встречают Трусливого Льва на дороге, вымощенной жёлтым кирпичом. Иллюстрация У. Денслоу (1900)

Дорога, вымощенная жёлтым кирпичом (англ. Yellow brick road) — один из элементов ландшафта сказочной страны Оз. Впервые упоминается в первой книге Л. Ф. Баума из цикла о стране Оз — «Удивительный волшебник из страны Оз» (1900). Дорога также фигурирует в других книгах Баума о стране Оз, таких как «Чудесная страна Оз» (1904) и «Лоскутушка из страны Оз» (1913), а также почти во всех книгах А. М. Волкова о Волшебной стране.
Наиболее известное изображение дороги в экранизациях книг о стране Оз содержится в знаменитом музыкальном фильме компании MGM «Волшебник страны Оз» 1939 года, снятом по мотивам первой книги Баума. В первом издании книги дорога в основном упоминается как «Дорога из жёлтого кирпича». В более поздних экранизациях, таких как Виз (1978), Дороти Гейл должна сначала найти эту дорогу, прежде чем идти по ней, в отличие от фильма 1939 года, в котором ураган принёс Дороти прямо к дороге.

## История дороги
Дорога впервые появляется в третьей главе книги «Удивительный волшебник из страны Оз». Она начинается в самом центре восточной части страны Оз, которая называется «Страна Жевунов». Дорога является ориентиром для всех, кто направляется в столицу страны Оз — Изумрудный город, который расположен точно в центре страны. Главная героиня книги Дороти вынуждена поначалу искать дорогу, по которой она сможет попасть к Волшебнику Озу. Это происходит потому, что ураган, принёсший Дороти из Канзаса, забросил её в страну Оз в удалении от дороги из жёлтого кирпича (в отличие от различных экранизаций, где Дороти попадает сразу к дороге). Посоветовавшись с Жевунами и Доброй волшебницей Севера, Дороти начинает искать дорогу и из множества дорог, ведущих в разных направлениях, быстро обнаруживает нужную, вымощенную ярко-жёлтым кирпичом.
В ходе повествования Дороти и её спутники — Страшила, Железный Дровосек и Трусливый Лев обнаруживают, что дорога в некоторых местах стала непроходимой, её пересекают пропасти с острыми скалами. В конце книги становится известной история дороги из жёлтого кирпича: в отличие от версии фильма Сэма Рэйми «Оз: Великий и Ужасный» (2013) — приквела фильма 1939 года, в книге Изумрудного города и дороги из жёлтого кирпича не существовало до прибытия в страну Оз Волшебника. Когда Волшебник (его настоящее имя, по книге Баума, Оскар Зороастр Фадриг Исаак Норман Хенкл Эммануэль Амбройз Диггс (Oscar Zoroaster Phadrig Isaac Norman Henkle Emmannuel Ambroise Diggs)) прилетел в страну Оз на воздушном шаре, унесённом ураганом, жители страны Оз были убеждены, что он великий волшебник, который явился, чтобы исполнить пророчество о стране Оз. После свержения короля Пастории и таинственного исчезновения его дочери принцессы Озмы, Волшебник провозгласил себя новым правителем страны Оз и приказал построить в свою честь город в центре страны и ведущую к нему дорогу.
Во второй книге серии о стране Оз — «Чудесная страна Оз», мальчик Тип и его товарищ Тыквоголовый Джек также следуют по дороге, вымощенной жёлтым кирпичом, чтобы добраться до Изумрудного города из северной части страны Оз — страны Гилликинов. В книге «Лоскутушка из страны Оз» Баум упоминает, что есть две дороги из жёлтого кирпича, ведущие из страны Жевунов в Изумрудный город; по совету Косматого, в первый раз Дороти выбрала более длинную и опасную из них.
В фильме 1939 года «Волшебник страны Оз» показана также дорога из красного кирпича, которая начинается в той же точке, что и дорога из жёлтого кирпича и переплетается с последней, несмотря на то, что, казалось бы, она идёт в другом направлении. Дорога из красного кирпича отсутствует в книгах Баума. Кроме того, на кукурузном поле, где Дороти встречает Страшилу, дорога из жёлтого кирпича имеет развилку, где она расходится в трёх направлениях, но Дороти и её друзья выбирают правильный путь в Изумрудный город.
В фильме Уолтера Мёрча 1985 года «Возвращение в страну Оз» — полусиквеле фильма 1939 года, Дороти возвращается в страну Оз через шесть месяцев после того, как отправилась домой в Канзас из своего первого путешествия по стране Оз. Во время второго посещения страны Оз Дороти видит, что дорога из жёлтого кирпича разрушена злым королём гномов Руггедо, который захватил власть в Изумрудном городе. В конце концов Дороти одерживает верх над злым королём, спасает Изумрудный город и его жителей, а также восстанавливает дорогу из жёлтого кирпича.

## Реально существующие дороги из жёлтого кирпича
Одна из дорог, вымощенных жёлтым кирпичом, находится в городке Пикскилл, штат Нью-Йорк, где Баум учился в местном военном училище. Согласно местной легенде, идея дороги из жёлтого кирпича возникла у Баума от вида дороги, вымощенной жёлтым кирпичом, находящейся близ городка Холланд в штате Мичиган, где Баум в своё время провёл лето. Город Итака в штате Нью-Йорк также претендует на то, что располагает дорогой, вдохновившей Баума. Когда Баум гастролировал в Итаке со своим мюзиклом Девушка Арран 1882 года, он познакомился здесь со своей будущей женой Мод Гейдж Баум, которая в то время училась в Корнеллском университете. В то время некоторые дороги местного значения мостили жёлтым кирпичом. Дороги из жёлтого кирпича также можно найти в городах Абердин (Южная Дакота), Олбани (штат Нью-Йорк), Россвиль (округ Балтимор, штат Мэриленд), Монтклэр (штат Нью-Джерси), Бронксвилл (штат Нью-Йорк), Чикаго, Либерал и Седан (оба — штат Канзас), родном городе Баума Читтенанго (штат Нью-Йорк), Абингтоне (штат Пенсильвания), а также в столице Болгарии Софии.
В воспоминаниях потомков Баума имеются два упоминания о происхождении дороги из жёлтого кирпича. Об этом упоминает сын Баума, Фрэнк Джослин Баум, а также правнук писателя Роджер Баум, который заявил: «Большинство людей не понимают, что „Волшебник из страны Оз“ был написан в Чикаго, а дорога из жёлтого кирпича была названа в честь вымощенной булыжником дороги в Холанде, штат Мичиган, где прадед проводил отпуск со своей семьей».
Власти города Даллас (штат Техас) выступили с заявлением, что идея дороги из жёлтого кирпича могла прийти Бауму именно в их городе. Когда Баум работал журналистом, он однажды останавливался в отеле в центре Далласа, а в то время городские улицы были вымощены деревянными блоками из брёвен дерева маклюры оранжевой; в момент, когда после дождя выглянуло солнце и осветило городскую улицу, Баум увидел мостовую, как будто выложенную жёлтым кирпичом.
В ноябре 2009 года был создан фонд The Vision Oz Fund, задачей которого является сбор средств для повышения осведомленности населения и дальнейшего развития достопримечательностей, связанных со страной Оз в городке Уомего (штат Канзас). Одно из направлений деятельности фонда включает в себя продажи жёлтых кирпичей с персональной гравировкой, которыми будет вымощен тротуар в центре города Уомего, уже получивший название «Yellow Brick Road». К 2014 году отрезок дороги в центре Уомего уже был открыт, представляя собой часть развлекательного комплекса, посвящённого книгам Баума.

## В массовой культуре
- В названии песни Элтона Джона «Goodbye Yellow Brick Road».
- В названии песни «Yellow Brick Road» из альбома 2004 года Encore рэпера Эминема.
- В названии песни Дона ван Влита из альбома 1967 года Safe as Milk.
- В названии фильма ужасов 2010 года YellowBrickRoad.
- В песне британской инди-рок группы Arctic Monkeys «Old Yellow Bricks».
- Опра Уинфри назвала успех своего ток-шоу «дорогой из жёлтого кирпича благословения»[6][7].
- В песне «Про оранжевые башмачки» группы «Адаптация Пчёл».
- В песне «Изумрудный город[8]» Олега Медведева[9].
- В компьютерной игре «Ведьмак 3», в дополнении «Кровь и Вино»
- В песне «Дорога из жёлтого кирпича» группы «Краснознамённая дивизия имени моей бабушки»
- В песне «Дорога жёлтого кирпича» группы «Коннект»[источник не указан 2932 дня].
- В песне «На дороге из жёлтого кирпича» группы «Сильнееволн[10]»
- В песне «Дорога Из Жёлтого Кирпича» группы «Cheshires»[источник не указан 2616 дней].
- В названии белорусской рок-группы «Yellow Brick Road».
- В кинофильме "Дикие сердцем" 1990 года Дэвида Линча, сюжет в Tuna City.